# Doprovodná kytara
Doprovodná kytara (též rytmická kytara či slangově beglajt) je způsob použití kytary jako rytmického nástroje, který udává zejména tempo a rytmus (dobu), ale také harmonii či akcent (důraz) dané skladby. Je tedy část rytmické sekce. Používala se například ve 40. letech 20. století v big bandech. V současnosti se nejčastěji používá v akustické hudbě, country, blues, rocku, rock and rollu, aj.
Spolu s baskytarou a bicími vytváří hudební základ pro sólovou kytaru a zpěv. 

## Nejznámější doprovodní kytaristé
- Bryan Adams
- Billie Joe Armstrong (Green Day, Pinhead Gunpowder)
- Chuck Berry
- Bono Vox (U2)
- David Bowie
- Tom Fogerty (Creedence Clearwater Revival)
- Freddie Green (Count Basie Big Band)
- Dave Grohl (Nirvana, Foo Fighters)
- James Hetfield (Metallica)
- Chad Kroeger (Nickelback)
- Alan Jardine (The Beach Boys)
- Alex Kapranos (Franz Ferdinand)
- Paul Landers (Rammstein)
- John Lennon (The Beatles)
- Bob Marley (Bob Marley & The Wailers)
- Tim McIlrath (Rise Against)
- Dave Mustaine (Megadeth)
- Rick Parfitt (Status Quo)
- Keith Richards (The Rolling Stones)
- Rudolf Schenker (Scorpions)
- Paul Stanley (Kiss)
- Izzy Stradlin (Guns N' Roses)
- Joe Strummer (The Clash)
- Roger Waters (Pink Floyd)
- John Wilkinson (TCB Band Elvise Presleyho)
- Alan Wilson (Canned Heat)
- Malcolm Young (AC/DC)